# قائمة طعام

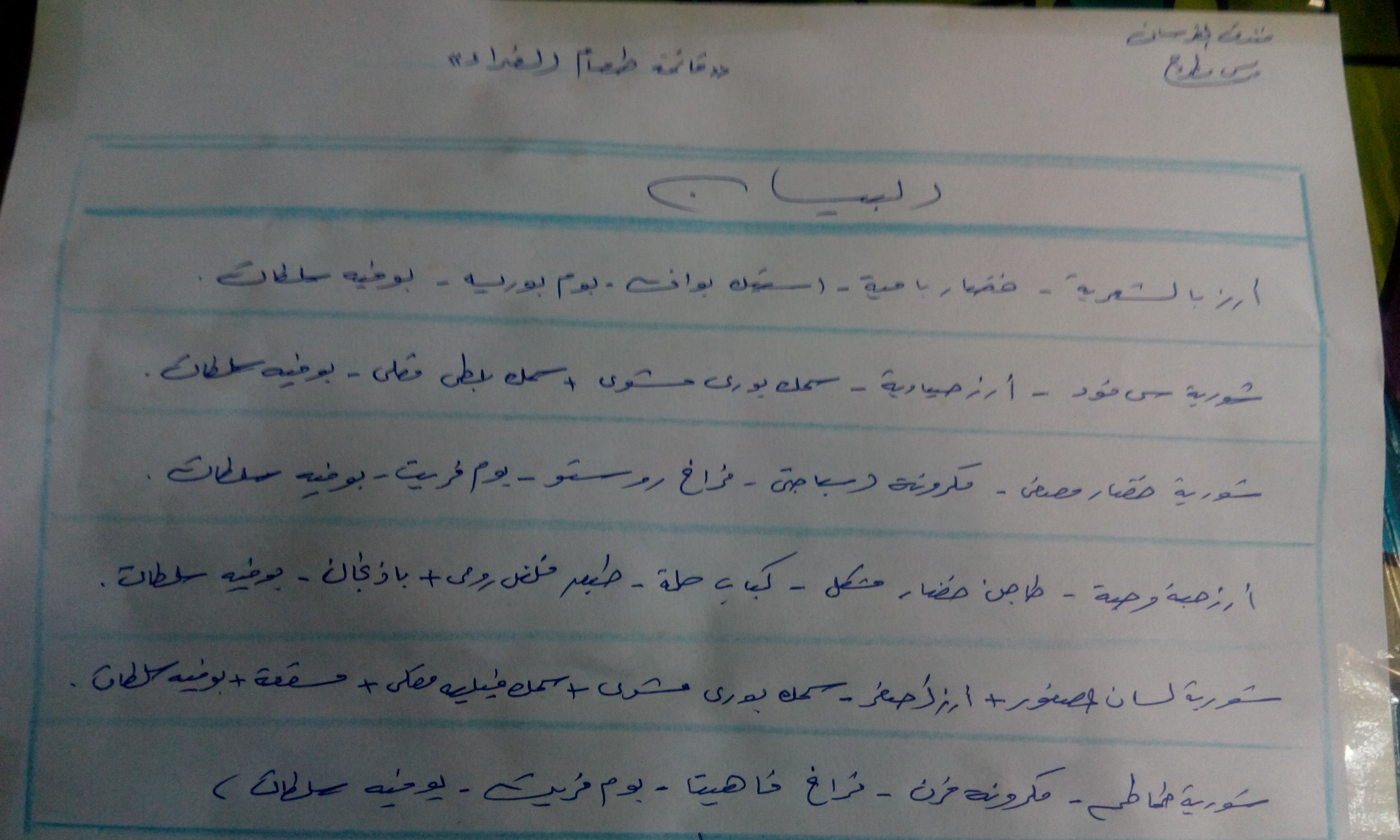
قائمة طعام الغداء بالعربية في أحد فنادق مرسى مطروح، مصر

قائمة الطعام هي قائمة بالأطباق والمشروبات المقدمة في مطعم أو مقهى.